# Birgit Schütz
Birgit Schütz, född den 8 augusti 1958 i Brandenburg an der Havel i Tyskland, är en östtysk roddare.
Hon tog OS-guld i åtta med styrman i samband med de olympiska roddtävlingarna 1980 i Moskva.